# Donje Vardište
Donje Vardište (v srbské cyrilici Доње Вардиште) je vesnice v Bosně a Hercegovině, u státní hranice se Srbskem. Administrativně spadá pod město Višegrad a Republiku srbskou. Je situována do údolí řeky Rzav. Obec tvoří řada domů, které jsou rozmístěny s velkým odstupem ve volné krajině.
Obec je známá díky silničnímu hraničnímu přechodu, díky stanici Šarganské osmičky (původně Bosenské východní dráhy) a jako turistické výletní místo pro návštěvy okolní krajiny. Ve Vardišti se také nachází pravoslavný klášter Nanebevstoupení Páně (srbsky Manastir Vaznesenja Gospodnjeg u Donjem Vardištu).
V blízkosti vsi se nacházejí zásoby železné rudy.